# Oratorio di San Rocco (Siena)
L'oratorio di San Rocco è una chiesa di Siena, in via Vallerozzi, oratorio della Contrada della Lupa.

## Storia e descrizione

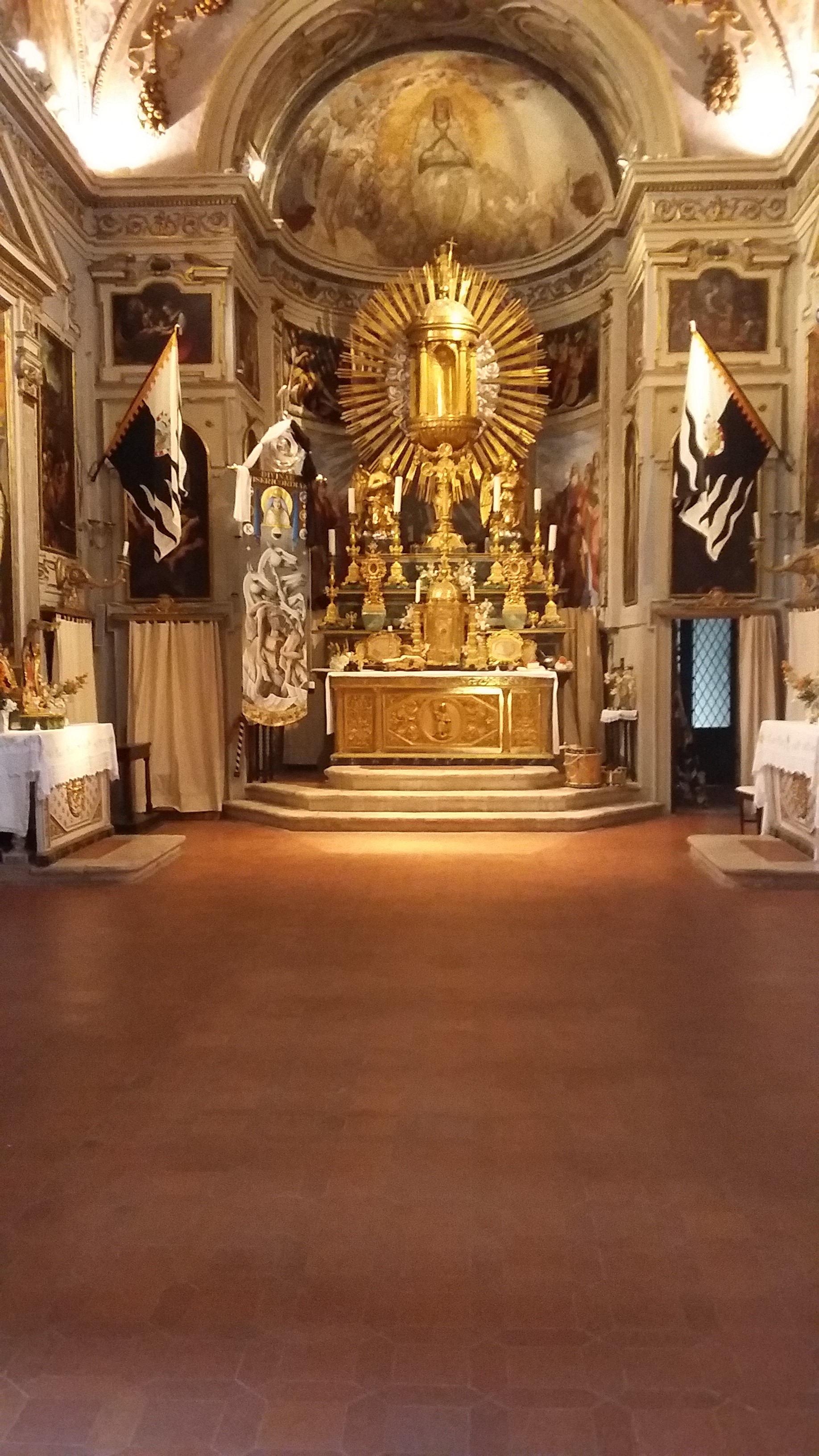
L'interno

Fu edificato a partire dal 1511 dalla compagnia laicale di San Rocco. Soppressa la compagnia nel 1789, l'edificio passò alla Contrada della Lupa, che ne detiene ancora la proprietà.
La facciata è semplice, in mattoni, ma decorata da un oculo, da una seicentesca statua di San Rocco, da un portale timpanato in travertino, da lesene e da un frontone che corona il complesso.
L'aula è absidata, divisa in due campate e completamente affrescata con Storie di Giobbe ad opera di pittori senesi del Seicento. L'attiguo cappellone di San Rocco, nel quale è conservata la cinquecentesca statua del santo titolare in terracotta policroma di ignoto autore, è degno di nota per il ciclo decorativo di affreschi raffiguranti Storie di san Rocco, i cui autori furono Crescenzio Gambarelli e Rutilio Manetti.
All'esterno dell'edificio è posta una colonna con la lupa romana, donata dal comune di Roma. A fianco dell'oratorio sorge la sede storico-museale della Contrada della Lupa, che utilizza la chiesa come proprio oratorio. La fontanina battesimale è opera dell'architetto Giovanni Barsacchi, con una lupa in bronzo realizzata da Emilio Montagnani nel 1962.